# Râul Crajd
Râul Crajd este un curs de apă, afluent al râului Călui. 